# つきよみ
つきよみは、小笠原愛（おがさわら あい／Vocal）、石井貴子（いしい たかこ／Violin）との女性2人組ユニット。
2002年4月に、オーディションで出会った2人が意気投合してユニットを結成。その後、2003年2月に四谷天窓にて初ライブを行う。以降、都内を中心にライブ活動を行う。
2004年11月25日、コロムビアミュージックエンタテインメントmelty voiceレーベルより、『「素顔」／「茜」』でメジャーデビュー。
2007年10月25日、公式ホームページ上に活動休止の報告が掲載される。
同年11月3日、日吉cafeSANTAでのライブを最後に活動休止。

## メンバー
- 小笠原愛（おがさわら あい、Vocal）

生年月日：1980年6月20日
星座：双子座
血液型：B型
出身地：千葉県
- 石井貴子（いしい たかこ、Violin）

生年月日：1978年9月24日
星座：天秤座
血液型：AB型
出身地：神奈川県

## ディスコグラフィー

### シングル
- 『素顔』／『茜』（2004年11月25日）

「素顔」（作詞：ハマモトヒロユキ／作曲：ハマモトヒロユキ／編曲：秋山誠司）
※テレビ朝日系「セレクションX」エンディング・テーマ
「素顔〜reprise〜」（作曲：ハマモトヒロユキ／編曲：秋山誠司）
「茜」（作詞：東京路地裏シネマ／作曲：東京路地裏シネマ／編曲：知野芳彦）
※CBC製作・TBS系全国ネットドラマ30「湯けむりウォーズ〜女将になります〜」主題歌
「素顔」（Instrumental）（作曲：ハマモトヒロユキ／編曲：秋山誠司）
【CDMSg:COCA-15700】
- 『ゆめのあと』／『ひだまり』（2005年10月19日）

「ゆめのあと」（作詞：東京路地裏シネマ／作曲：東京路地裏シネマ／編曲：大野宏明）
「ゆめのあと〜reprise〜」（作曲：東京路地裏シネマ／編曲：大野宏明）
「ひだまり」（作詞：野口圭／作曲：ハマモトヒロユキ／編曲：秋山誠司）
※朝日放送製作・テレビ朝日系全国ネット「朝だ!生です 旅サラダ」エンディング・テーマ
「ひだまり〜reprise〜」（作曲：ハマモトヒロユキ／編曲：秋山誠司）
「ゆめのあと」（Instrumental）（作曲：東京路地裏シネマ／編曲：大野宏明）
【CDMSg:COCA-15791】
- 『涙ひとつぶ』（2006年5月31日）

「涙ひとつぶ」（作詞：ハマモトヒロユキ／作曲：ハマモトヒロユキ／編曲：ha-j）
※テレビ朝日系 木曜ミステリー「京都地検の女」の主題歌
「涙ひとつぶ〜reprise〜」（作曲：ハマモトヒロユキ／編曲：熊田豊）
「戀〜いとしいとしと言う心v」（作詞：東京路地裏シネマ／作曲：東京路地裏シネマ／編曲：長谷川智樹）
「涙ひとつぶ」（Instrumental）（作曲：ハマモトヒロユキ／編曲：ha-j）
「戀〜いとしいとしと言う心〜」（Instrumental）（作曲：東京路地裏シネマ／編曲：長谷川智樹）
【CDMSg:COCA-15911】

## ラジオ
- つきよみのハイカラ♪ラヂオ（2004年10月 - 2006年9月、文化放送）

| 文化放送 火曜26:30-27:00枠       | 文化放送 火曜26:30-27:00枠 | 文化放送 火曜26:30-27:00枠 |
| 前番組                           | 番組名                     | 次番組                     |
| -------------------------------- | -------------------------- | -------------------------- |
| Dear キャンパスもも色・Nonカラー | つきよみのハイカラ♪ラヂオ  | 清心のコトノハ∞らじお      |